# Il debito coniugale
Il debito coniugale è un film del 1970 diretto da Francesco Prosperi.

## Trama
Romolo, benzinaio presso il distributore della ricca moglie Ines, un giorno incontra Orazio, suo ex commilitone andato per caso a fare benzina da lui, e viene convinto a fuggire via dalla noia della vita coniugale per vivere d'espedienti. 
 I due iniziano così a peregrinare tra vari paesi della provincia italiana. Durante il loro vagare senza meta conoscono una ragazza, Candida, che s'aggiunge alla compagnia. Quando Romolo, per scommessa con un cantastorie hippy conosciuto in un'osteria, mangia diversi chili di salsicce crude e muore, Orazio s'incarica di portare la ferale notizia alla vedova. Romolo però non è morto, bensì semplicemente svenuto per l'indigestione, ma ormai è troppo tardi: Orazio ha già comunicato a Ines la prematura vedovanza e accetta di buon grado l'offerta di trascorrere la notte da lei, finendo per accasarsi nel giro di pochi giorni.

## Produzione
Il film è girato in varie località, in particolare in Puglia: a Peschici, nell'abbazia di Santa Maria di Càlena e nei pressi di alcune torri costiere.